# Nazaria Ignazia March Mesa
Nazaria Ignazia March Mesa (10 janvier 1889 - 6 juillet 1943) est une religieuse catholique d'origine espagnole, active en Bolivie et fondatrice des sœurs missionnaires croisées de l'Église. Elle est vénérée comme sainte par l'Église catholique.

## Biographie
Nazaria March Mesa, quatrième de dix enfants, est issue d'une famille modeste et nombreuse à Madrid. À neuf ans, lors de sa première communion, elle aurait entendu une voix intérieure qui lui aurait dit : "Suis-moi". Dès lors, Nazaria pense à la vie religieuse. Elle doit cependant remettre ses projets à plus tard, car la famille est touchée par de graves difficultés financières, qui les pousse à émigrer au Mexique, dans l'espoir de trouver du travail et une vie meilleure. Au long de la traversée, Nazaria fait la connaissance des petites sœurs des personnes âgées abandonnées, qui provoquent en elle une grande admiration.
En 1908, la jeune femme repart pour l'Espagne, afin de faire son noviciat chez les petites sœurs des vieillards abandonnés. Moins de quatre ans plus tard, sœur Nazaria est envoyée avec neuf autres compagnes pour la Bolivie, dans le but de fonder une maison à Oruro. Pendant douze ans elle se consacra à la formation des jeunes recrues, aux soins des malades, à l'assistance des mourants et à la quête d'argent, par des dizaines de courses qu'elle fit à travers de nombreuses villes, pour mener à bien les œuvres des religieuses pour les plus nécessiteux. 
En 1920, lors d'une retraite sur les Exercices spirituels de saint Ignace de Loyola, sœur Nazaria ressent le besoin urgent de participer à "l'extension du Règne du Christ", en fondant une nouvelle congrégation religieuse qui serait destinée à être comme "une croisade d'amour pour l’Église". Après de nombreuses années de doutes et de découragement face à la situation misérable dans laquelle se trouvait une bonne partie de la population bolivienne, et notamment l'état du clergé local, c'est avec l'encouragement de l'évêque d'Oruro dans son projet que sœur Nazaria se décida à quitter sa congrégation en 1925, et à se lancer dans l'inconnu. Avec dix jeunes Boliviennes et sans le moindre argent, sœur Nazaria débuta son ministère missionnaire auprès des ouvriers et des miniers. Moins de deux ans plus tard, la congrégation des Missionnaires croisées de l’Église fut reconnue. Elle sera approuvée définitivement par le pape Pie XII dans un décret en date du 9 juin 1947.
Sœur Nazaria, qui est devenue la supérieure de ses religieuses, les oriente vers la réalisation d'action sociale pour soulager de la misère la population, mais aussi dans la diffusion du catéchisme auprès des enfants et des adultes pour leur faire connaître et aimer le Christ, et les former dans un amour pour le pape, afin que les fidèles ne soient pas attirés par des sectes laïques qui fleurissaient alors en Bolivie. Les vocations affluent, et malgré le manque de moyens, elles arrivent petit à petit à construire des maisons et des centres. Elles se dévouèrent aux jeunes filles pauvres, aux prisonniers, aux ouvriers et préparèrent les missions pastorales menées par les prêtres. Sous l'inspiration de sœur Nazaria fut créé le premier syndicat d'ouvrières d'Amérique latine. La fondatrice enseignait à ses religieuses à promouvoir le respect de la femme dans la société. 
De multiples œuvres, sociales, militantes et religieuses furent mises en place, à travers toute la Bolivie puis en Argentine, au Paraguay, en Uruguay et en Espagne. Sœur Nazaria mourut le 6 juillet 1943 à Buenos Aires.

## Vénération

### Béatification

#### Enquête sur les vertus
La cause pour la béatification et la canonisation de Nazaria Ignazia March Mesa débute le 6 septembre 1966 à Buenos Aires. L'enquête diocésaine se clôture le 3 décembre 1973, puis envoyée à Rome afin d'y être étudiée par la Congrégation pour les causes des saints. 
L'enquête canonique arrive à son terme lorsque, le 1er septembre 1988, le pape Jean-Paul II lui attribue le titre de vénérable, après avoir reconnu qu'elle avait pratiqué les vertus chrétiennes à un degré héroïque. 

#### Reconnaissance d'un miracle
Après la reconnaissance d'un miracle obtenu par l'intercession de sœur Nazaria, par une commission médicale puis théologique, le pape signa le décret permettant sa béatification. C'est le 27 septembre 1992 qu'elle fut proclamée bienheureuse, au cours d'une cérémonie solennelle célébrée par Jean-Paul II sur la place Saint-Pierre à Rome.

### Canonisation

#### Second miracle
Le 26 janvier 2018, à la suite de la reconnaissance d'un second miracle, le pape François a signé le décret de canonisation. Nazaria Ignazia March Mesa est proclamée sainte lors d'une cérémonie qui est célébrée le 14 octobre 2018 à Rome, durant le synode pour les jeunes, par le pape François.